# Big Pokey
Milton Powell, beter bekend onder zijn alias Big Pokey (Houston (Texas), 4 december 1977 – Beaumont (Texas), 18 juni 2023) was een Amerikaans rapper. 
Hij was lid van de groep Screwed Up Click. In de jaren negentig ging hij om met DJ Screw en maakte mixtapes. In 2005 bracht hij een single uit met Paul Wall genaamd Sittin' Sideways. 
Powell overleed op 45-jarige leeftijd, in een ziekenhuis, nadat hij de avond ervoor was flauwgevallen op een podium.

## Discografie
- 1999: Hardest Pit in the Litter
- 2000: D-Game 2000
- 2001: Tha Collabo (met The Weckshop Wolfpack)
- 2002: Da Sky's Da Limit
- 2005: Mob 4 Life (met Chris Ward)
- 2005: Since The Grey Tapes Vol. 3 (met Lil' Keke)

- Gemeinsame Normdatei: 1293304522
- International Standard Name Identifier: 0000 0004 6235 7697
- Library of Congress Control Number: no2006078181
- MusicBrainz: f3e28e17-a2e1-4d73-9d9e-323bbc4baa33
- Virtual International Authority File: 41597316
- WorldCat: E39PBJfh9RGmBQxpX7d6MkrQbd